# Docuficción

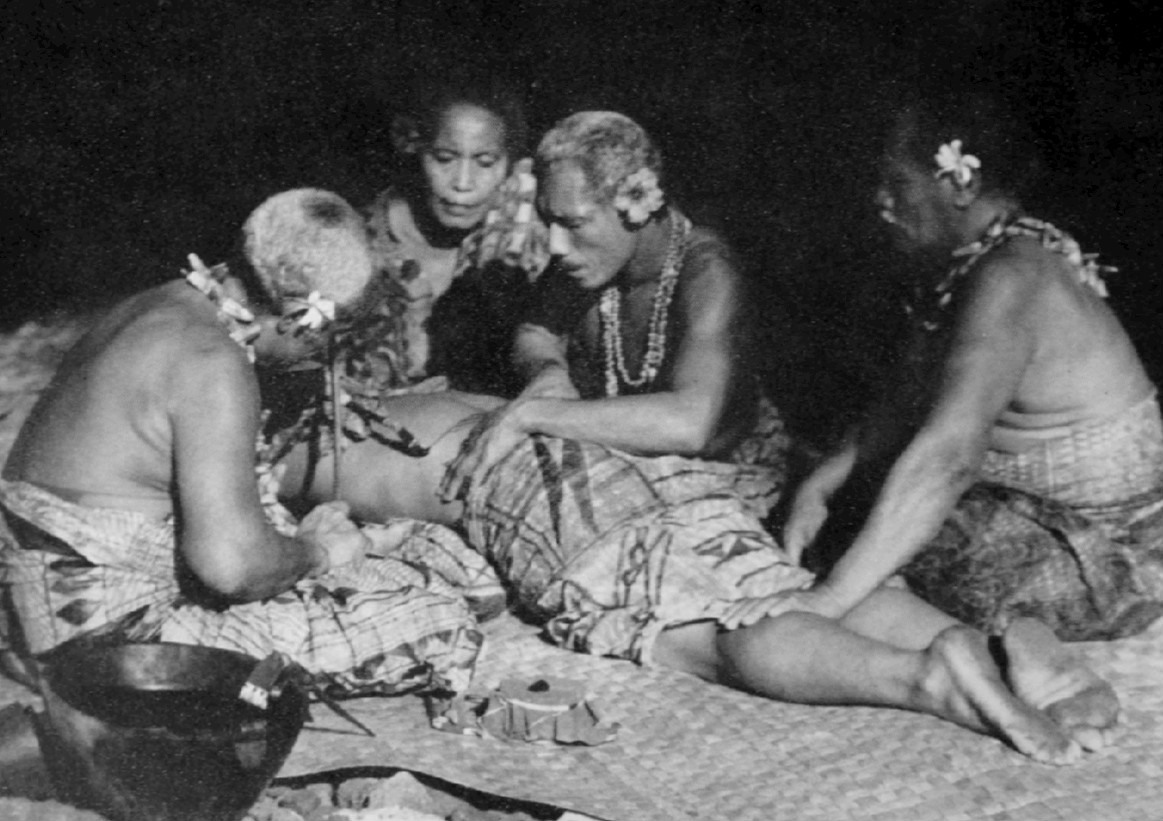
Moana, de Robert Flaherty, usualmente tomada como la primera docuficción de la historia del cine (1926).

Docuficción (del inglés: Docufiction) es la combinación cinematográfica de documental y ficción.
Se trata de un género cinematográfico que intenta captar la realidad tal como es y al mismo tiempo que introduce elementos irreales,  o situaciones de ficción en la narrativa con el fin de la fuerza de la representación de esta realidad utilizando algún tipo de expresión artística.
Más precisamente, es un documental combinado con elementos de ficción, en tiempo real  filmado cuando los eventos se llevan a cabo, y en el que alguien - el personaje - juega su propio papel en la vida real. Cine de género en expansión, es adoptado por un número creciente de cineastas.
El nuevo término.  apareció a principios del siglo XXI. Ahora se utiliza comúnmente en varios idiomas y ampliamente aceptado para la clasificación por los festivales internacionales de cine.

## Docudrama y el falso documental
Por el contrario, docudrama es generalmente una recreación ficticia y dramatizada  de hechos reales en forma de un documental, en un momento posterior a los acontecimientos "reales" que retrata, y, por lo general, suele clasificarse en tres tipos: docudrama puro o docushow, docudrama parcialmente puro y docudrama ficcionado. Un docudrama se confunde a menudo con docufiction cuando el drama se considera intercambiable con la ficción. Normalmente, sin embargo, "docudrama" se refiere específicamente a los telefilms y otras zonas de ocio en los medios de comunicación de televisión que dramatizan ciertos acontecimientos a menudo con los actores.
Un falso documental es también un espectáculo de cine o televisión en que los acontecimientos ficticios se presentan en formato de documental, a veces, una recreación de hechos reales después de que se han producido, un comentario sobre la actualidad, por lo general satírico, cómico o dramático. Retratando eventos en un momento ulterior y em forma de ficción, tal como el docudrama, no se debe confundir con docufiction.
La palabra docufiction también a veces se usa para referirse al periodismo literario. Ya sea en el cine o la televisión, documental-ficción es, en fin, un género cinematográfico en pleno desarrollo durante la primera década de este siglo.

## Orígenes de la docuficción
El término implica una forma de hacer cine ya practicadas por autores como Robert Flaherty, uno de los padres del documental, y, más tarde en el siglo XX, Jean Rouch.
En la ficción, un actor representa a otra persona y los acontecimientos se inventan o manipulan. En la docuficción, la persona se representa a sí misma, al mismo tiempo que improvisa y crea situaciones ficticias. Al ser ficción y documental, la docuficción es un género híbrido con implicaciones éticas  con respecto a la verdad, puesto que la realidad puede manipularse y ser confundida con la ficción.
En el ámbito de la antropología visual, el papel innovador de Jean Rouch le permite ser considerado como el padre de un subgénero llamado etnoficción. Este término significa: documental etnográfico con nativos que interpretan papeles ficticios. La lógica detrás de este tipo de documental híbrido es que, al hacerles interpretar un papel sobre sí mismos. se ayuda a reflejar la realidad, la cual se refuerza con las imágenes. Un documental no etnográfico con elementos de ficción utiliza el mismo método y, por las mismas razones, puede ser llamado docuficción.

## Docuficción por países
- 1926: Moana, de Robert Flaherty, Estados Unidos
- 1930: María del Mar por Leitão de Barros, Portugal
- 1932: L'or des mers, de Jean Epstein, Francia
- 1948: La tierra tiembla , de Luchino Visconti, Italia
- 1963: Pour la suite du monde, de Pierre Perrault y Michel Brault, Canadá
- 1981: Transes, de Ahmed El Manouni, Marruecos
- 1988: Mortu Nega, de Flora Gomes, Guin-Bissau
- 1990: Close-up, de Abbas Kiarostami, Irán
- 1991: Zombie y el tren fantasma, de Mika Kaurismki, Finlandia (artículo en The New York Times)
- 2005: Subexposición, de Oday Rasheed, Irak
- 2013: The Great Martian War 1913-1917 de Mike Slee, Canadá - Reino Unido

## Otros ejemplos notables de docuficción
- 1931: Tabú, de Robert Flaherty y F. W. Murnau
- 1934: Man of Aran, de Robert Flaherty
- 1945: Ala-Arriba!, de Leitão de Barros
- 1948: Louisiana Story, de Robert Flaherty
- 1956: En el Bowery, de Lionel Rogosin
- 1958: Moi, un noir, de Jean Rouch
- 1958-1959 Indie Matra Bhumi, de Roberto Rossellini, estrenada en 2007
- 1959: Come Back, Africa, de Lionel Rogosin
- 1961: La Pyramide humaine de Jean Rouch
- 1962: Consagración de la Primavera, de Manoel de Oliveira
- 1967: El diario de David Holzman, de Jim McBride
- 1973: Trevico-TorinoTrevico-Torino, de Ettore Scola
- 1974: OrderersOrderers, de Michel Brault
- 1976: El cambio de las mareas, de Ricardo Costa
- 1976: La gente de Praia da Vieira, de António Campos[28]
- 1976: Trás-os-Montes, de António Reis y Margarida Cordeiro[29][30]
- 1979: Pan y vino, de Ricardo Costa
- 1982: Ana, de António Reis y Margarida Cordeiro[31]
- 1982: Después de la Hacha, de Sturla Gunnarsson
- 1990: La compañía de extraños, de Cynthia Scott